# Elezioni legislative in Portogallo del 1934
Le elezioni legislative in Portogallo del 1934 si tennero 16 dicembre per il rinnovo dell'Assemblea Nazionale. Queste furono le prime elezioni tenutesi dopo la promulgazione della costituzione portoghese del 1933 che istituì lo stato corporativista chiamato Estado Novo. In virtù proprio della costituzione, l'unico partito a cui fu permesso di presentare dei candidati era l'Unione Nazionale. Tutti i candidati proposti dal partito furono eletti, tra cui figuravano 3 donne.

## Legge elettorale
L'Assemblea Nazionale era composta al tempo di 100 deputati che dovevano essere ripartiti tra le varie aree del Portogallo continentale. Potevano votare tutti gli uomini che avessero compiuto 21 anni d'età purché fossero alfabetizzati oppure pagassero almeno 100 escudi in tasse e tutte le donne, sempre con un'età minima di 21 anni, purché avessero completato il ciclo di istruzione secondaria. Il 8,2% dei portoghesi deteneva perciò il diritto a votare.

## Risultati[5]
|                     |                     |         |      |           |  |
| Partito             | Partito             | Voti    | %    | Seggi     |  |
|                     | Unione Nazionale    | 377 792 | 79,0 | 100 / 100 |  |
|                     |                     |         |      |           |  |
| Non validi/Bianchi  | Non validi/Bianchi  | 100 329 | –    | –         |  |
| Totale              | Totale              | 478 121 | 100  | 100       |  |
| Con diritto di voto | Con diritto di voto | 588 957 | –    | –         |  |
| Affluenza           | Affluenza           | –       | 80,2 | –         |  |

## Primi atti
L'inaugurazione dell'Assemblea Nazionale si ebbe il 10 gennaio successivo e uno dei primi atti approvati, il 5 aprile 1935, fu la proibizione della massoneria. Il 1º agosto dello stesso anno, i deputati approvarono la legge per istituire la Rádio e Televisão de Portugal, il servizio pubblico radiofonico e televisivo ancora oggi esistente in Portogallo.